# Kommissarin Louise Bonì
Kommissarin Louise Bonì ist eine Kriminalfilmreihe der ARD mit Melika Foroutan in der Hauptrolle, die mit nur zwei Folgen von 2015 bis 2016 ausgestrahlt wurde. Beide Folgen basieren auf Romanen von Oliver Bottini.

## Handlung
Im Mittelpunkt dieser Krimireihe steht die Kommissarin Louise Bonì, die zwar eine sehr gute Ermittlerin ist, aber nach diversen Schicksalsschlägen psychisch auch sehr angeschlagen und alkoholkrank.

## Episodenliste
| Nr. | Originaltitel                        | Erstausstrahlung | Regie                  | Drehbuch         | Zuschauer             |
| --- | ------------------------------------ | ---------------- | ---------------------- | ---------------- | --------------------- |
| 1   | Louise Bonì: Mord im Zeichen des Zen | 5. Feb. 2015     | Brigitte Maria Bertele | Hannah Hollinger | 3,33 Mio. (14,4 % MA) |
| 2   | Louise Bonì: Jäger in der Nacht      | 18. Feb. 2016    | Brigitte Maria Bertele | Hannah Hollinger | 3,96 Mio. (11,7 % MA) |

## Kritiken
„Louise Bonì ist eine Frau, die keinen Einsatz ohne Alkohol übersteht, die widerborstig, sprunghaft und für Freund und Feind äußerst schwer einzuschätzen ist. Eine gebrochene Heldin par excellence. Melika Foroutan spielt sie sensationell. Rauchend, trinkend, den Körper und ihre Stimmungen nicht immer so ganz im Griff. Und dann dieses Gesicht! Bertele spricht vom ‚Protokollieren von Landschaften – auch Gesichtslandschaften‘. Das muss sie damit meinen: die hohlen Wangen, die tiefliegenden, dunkel schwarz umschminkten Augen, die von der Maske auf besonders kantig getrimmten Backenknochen […]. Man könnte auch schön verlebt sagen. Die Verwundbarkeit dieser Antiheldin, die auch eine geradezu obsessive Hartnäckigkeit an den Tag legt, wirkt hier alles andere als behauptet. Es ist nicht die krimiübliche Setzung, die so viele Auftaktfolgen zu Krimi-Reihen standardisiert erscheinen lässt. Foroutans Bonì dagegen lebt. Und sie fordert einen heraus.“